# Schizomus formicoides
Schizomus formicoides är en spindeldjursart som beskrevs av Fernando 1957. Schizomus formicoides ingår i släktet Schizomus och familjen Hubbardiidae. Inga underarter finns listade i Catalogue of Life.